# Figurtyp
In der Mode wird zwischen fünf Figurtypen unterschieden.

## Figurtypen
Die einzelnen Figurtypen zeichnen sich durch folgende Merkmale aus:

### A-Typ (Dreieck)
- Der Oberkörper ist deutlich zarter gebaut als der Unterkörper, wo der Schwerpunkt des Körpers liegt.
- Die Schultern sind schmaler als die Hüften.
- Die Taille ist schlank und deutlich ausgeprägt.
- Das Gesäß ist eher breit und üppig.
- Die Beine – Oberschenkel, Knie, Unterschenkel und Fesseln – sind kräftig gebaut.
- Die Beine sind eher kurz.

### H-Typ (Rechteck)
- Die Schultern und Hüften sind in etwa gleich breit.
- Die Taille verläuft relativ gerade und ist fast gar nicht oder nur sanft geschwungen.
- Die Arme und Beine sind eher lang und gerade geformt.
- Der Körper insgesamt vermittelt einen sportlich-androgynen Eindruck und weist keinen expliziten Schwerpunkt auf.

### O-Typ (Oval)
- Der Körperschwerpunkt liegt in der Mitte, bei Brust, Bauch, Taille und Hüften.
- Die Fettpolster entstehen vorwiegend im Taillen-, Bauch- und Hüftbereich.
- Die schmalste Stelle des Oberkörpers liegt nicht bei der Taille, sondern etwas höher, direkt unterhalb der Brüste im Unterbrustbereich.
- Die Unterarme und Handgelenke sind relativ zart gebaut.
- Die Beine – vor allem die Unterschenkel und Fesseln – sind schlank und im Vergleich zum restlichen Körper eher zierlich geformt.

### X-Typ (Sanduhr)
- Die Schultern und Hüften sind in etwa gleich breit.
- Der Körperschwerpunkt ist zwischen Brustbereich und Hüftbereich aufgeteilt.
- Die Taille ist sehr schmal und stark geschwungen.
- Brüste, der Brustbereich insgesamt und die Oberarme sind eher üppig bzw. kräftig.
- Gesäß, Bauch und Oberschenkel sind rund und kräftig.
- Waden und Unterarme haben weibliche Kurven.

### V- oder Y-Typ (umgekehrtes Dreieck)
- Der Oberkörper ist kräftiger als der Unterkörper und der Schwerpunkt des Körpers liegt auf Schulter- und Brustbereich.
- Die Schultern sind breiter als die Hüften.
- Die Schultern fallen nicht sanft ab, sondern sind eher eckig geformt und verlaufen recht vertikal.
- Die Taille ist fast gerade oder nur leicht geschwungen.
- große Brüste oder großer Brustkorb-Umfang oder beides.
- Die Hüfte ist sehr schmal oder fast knabenhaft.
- Die Beine sind sehr schlank, gerade und eher lang.